# Garganta del Dadès

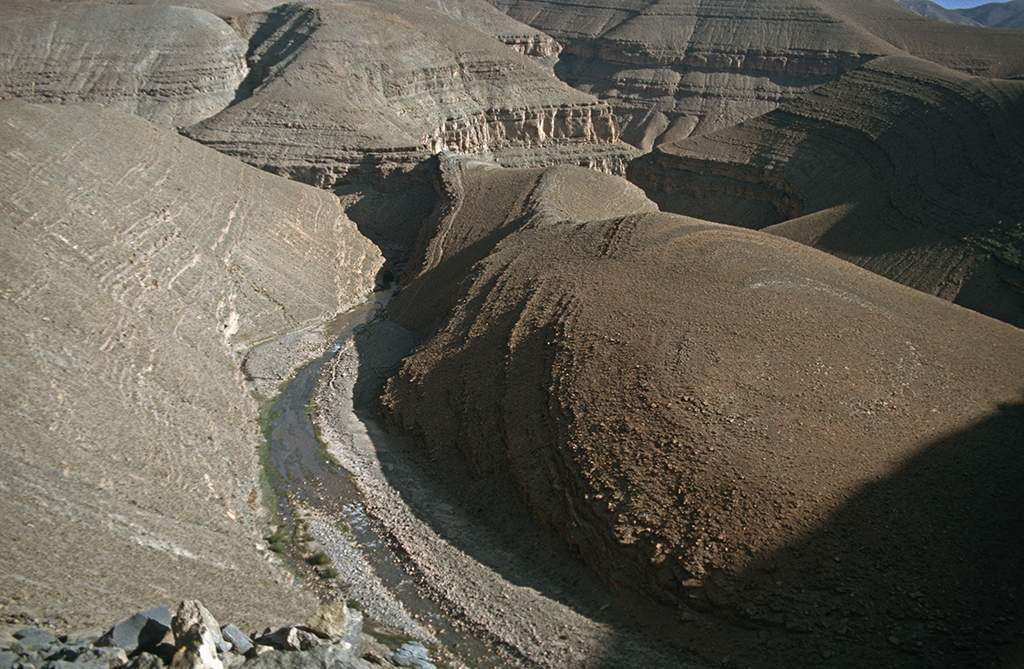
Garganta del Dadès

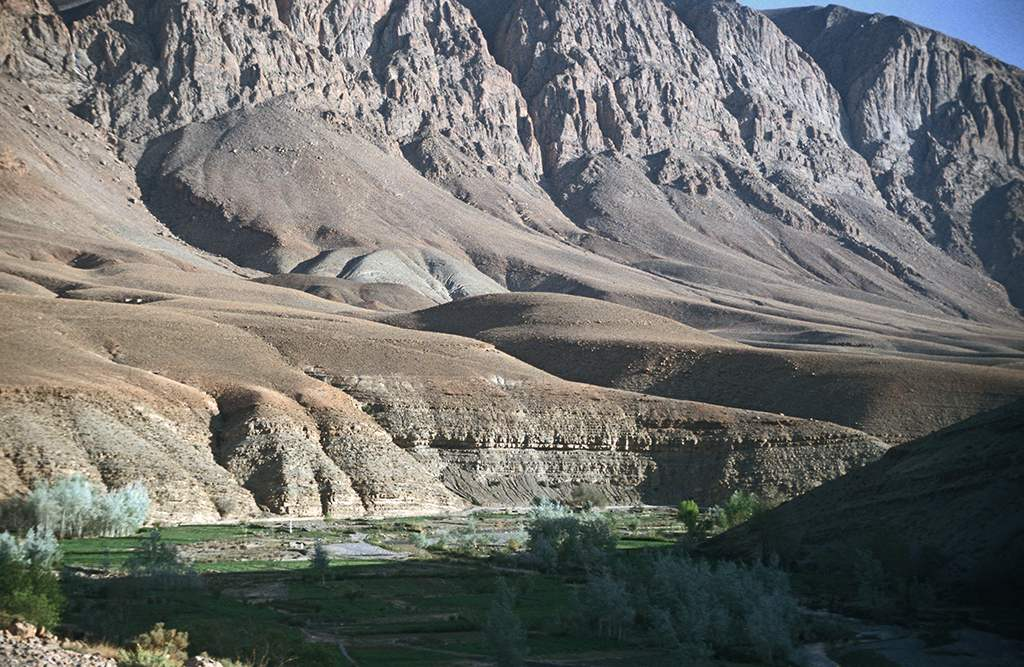
Garganta del Dadès

La garganta del Dadès es un profundo barranco o desfiladero de Marruecos localizado en el Alto Atlas, en el valle alto del río Dadès, entre las localidades de Boumalne Dadès y Msemrir. Es un popular destino turístico.

## Divisiones administrativas
Ait Sedrate Jebel Soufla, del que depende Ait Youl y Ait Sedrate Jebel Aalia comienzan en Ait Hammou para acabar unos pocos kilómetros antes de llegar a Msemrir, las aldeas después de Boumalne dependientes de Jebel Soufli hasta Jida. El valle sigue el curso del cauce del río y los cultivos hortofrutícolas se encuentran en todo el valle (manzanas en Msemrir) (alfalfa para el ganado, cebada, trigo, almendra, arboledas y higo).

## Interés turístico
Famoso por sus paisajes y la hospitalidad de sus habitantes (los bereberes), son destacables en particular los «Dedos de los monos», un paisaje rocoso conocido como «el cerebro del Atlas», las kasbahs y las vistas pintorescas que componen el paisaje del Alto Atlas, «Tissadrine» una profunda barranca de muchos metros de desnivel en la que carretera serpentea para conectar el valle de Msemrir.

## Demografía
Los primeros habitantes se asentaron en este valle, la mayoría en la década de 1850, llegados de los centros urbanos que correspondían a las grandes ciudades como Uarzazat, Zagora, etc. El rey de la época quería que la gente poblase estas regiones.
Muchos habitantes de esta región han emigrado a Francia después de la política francesa de reclutamiento de mano de obra en el contexto de los Treinta Gloriosos. Otros se trasladaron a los Países Bajos.

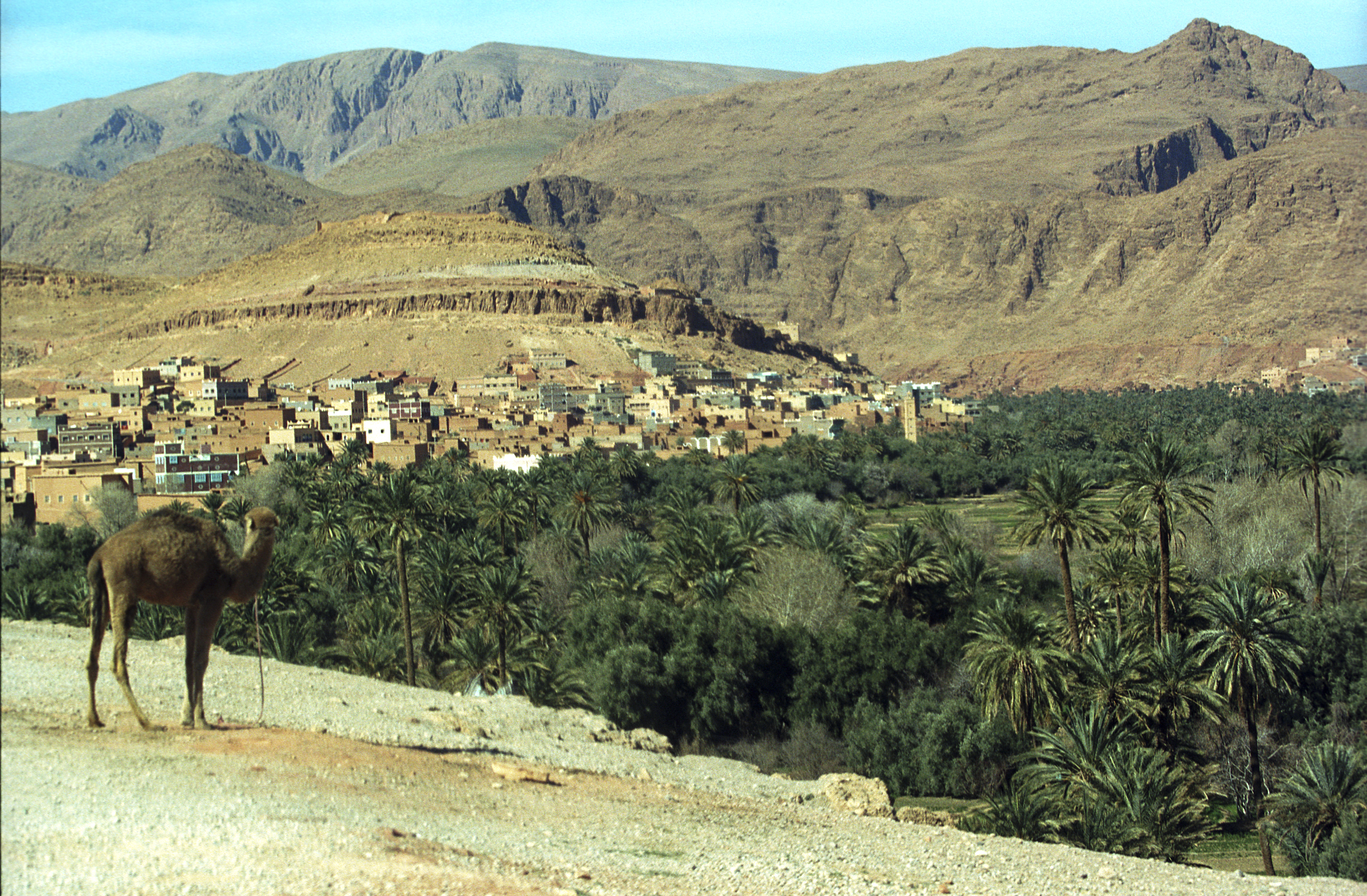
El valle del Dadès
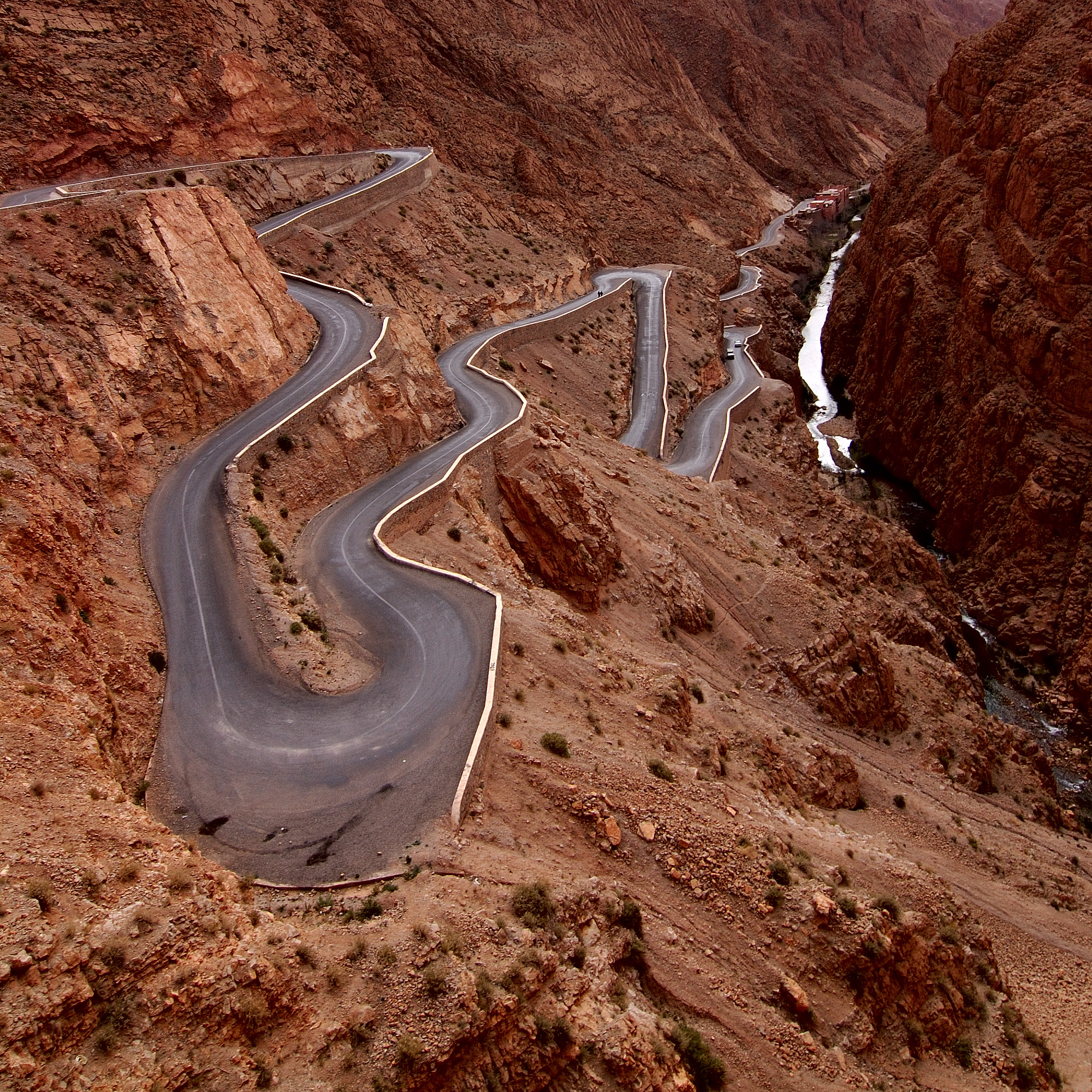
Paso de montaña en la garganta del Dadès
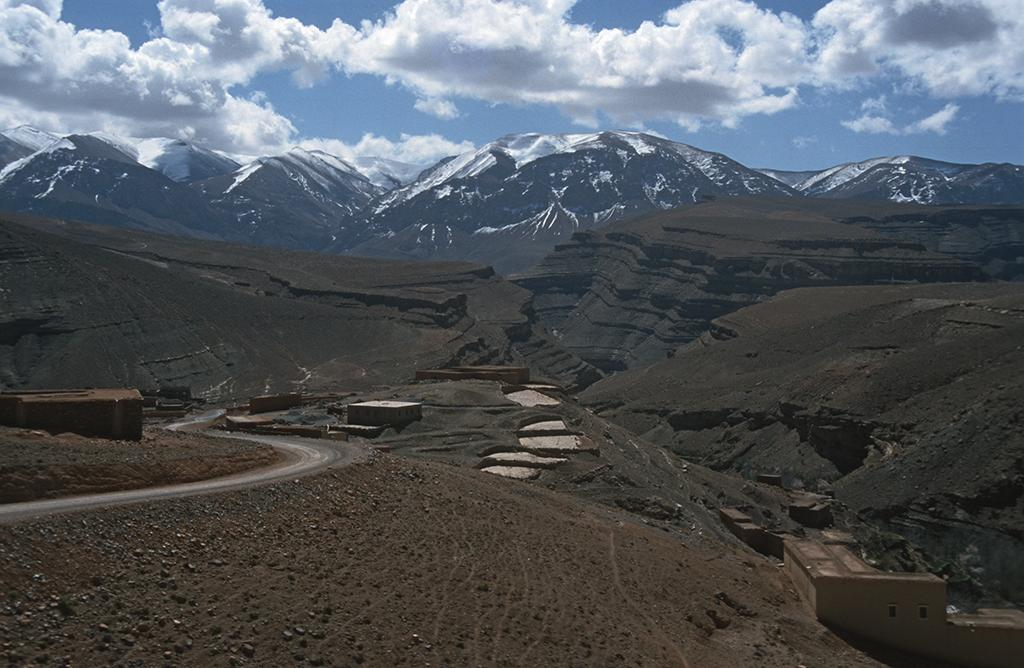
Garganta del Dadès y las montañas del Atlas
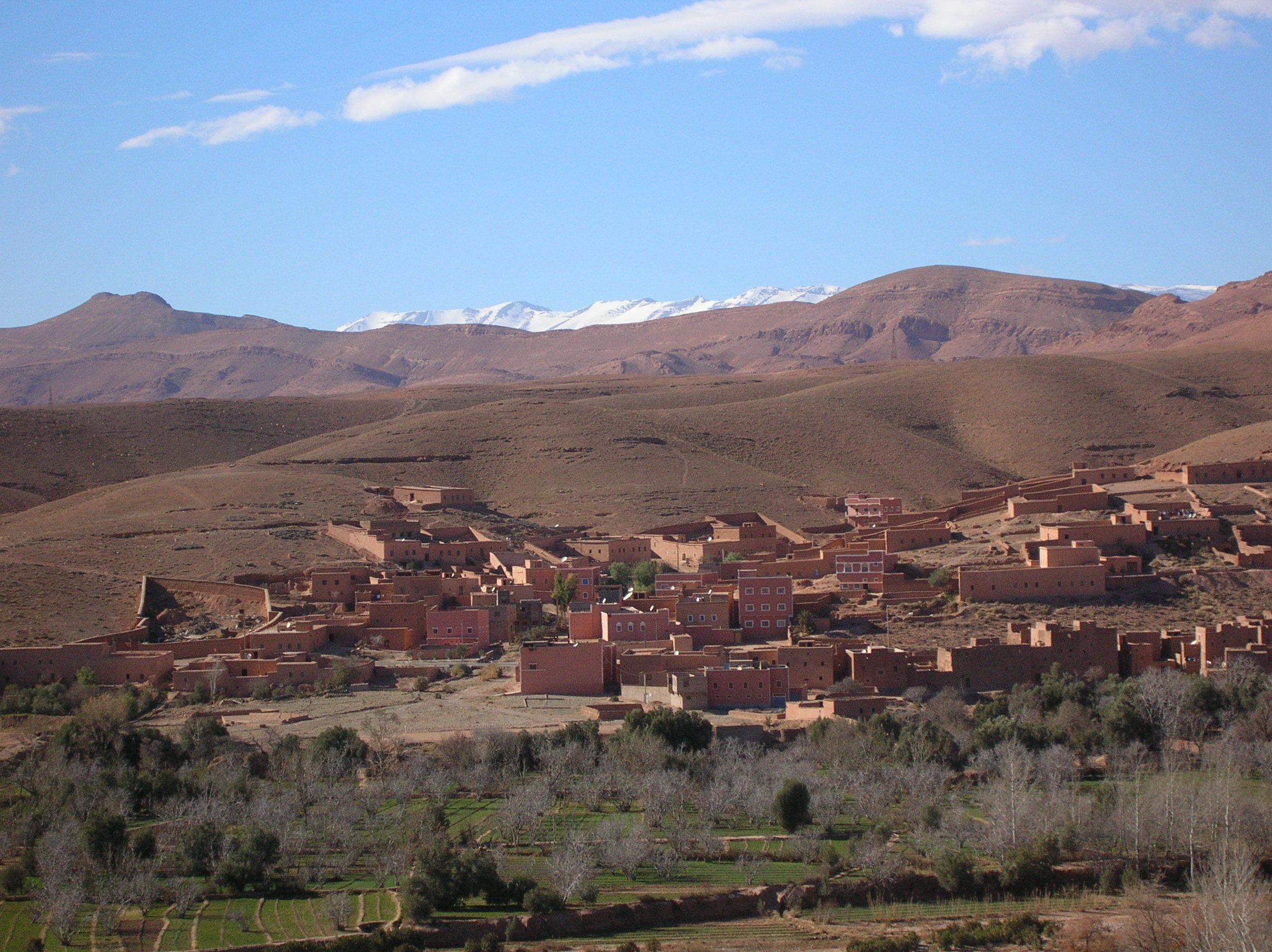
Localidad en el valle del Dadès